# Maria Bäck
Maria Bäck, född 1980 i Majorna i Göteborg, är en svensk regissör och manusförfattare.
Maria Bäck är utbildad på Den Danske Filmskole i Köpenhamn samt på European Film College. Bäck är yrkesverksam i både Sverige och Danmark, i nära samarbete med bland andra producenten Anna-Maria Kantarius och fotografen Maria von Hausswolff.
Vid Guldbaggegalan 2021 nominerades Bäck i kategorierna Bästa regi och Bästa manus för sitt arbete med långfilmen Psykos i Stockholm.

## Filmografi
- 2008 – Christopher älskar att flyga
- 2012 – Över staden under himmelen
- 2013 – Mamma är Gud
- 2016 – I Remember When I Die
- 2020 – Psykos i Stockholm

## Priser och utmärkelser
- Göteborg International Film Festival 2016 - Hedersomnämnande (Dragon Award Best Nordic Documentary)
- Nordic Talents 2013 - Huvudpriset (Nordisk Film & TV Fond)[2]